# Nidorella
 Nidorella   Cass., 1825 è un genere di piante angiosperme dicotiledoni della famiglia delle Asteraceae, sottofamiglia Asteroideae, tribù Astereae (Bellis lineage) e sottotribù Grangeinae.

## Etimologia
Il nome scientifico del genere è stato definito dal botanico Alexandre Henri Gabriel de Cassini (1781-1832) nella pubblicazione " Dictionnaire des Sciences Naturelles, dans lequel on traite méthodiquement des différens êtres de la nature, considérés soit en eux-mêmes, d'aprés l'état actuel de nos connoissances, soit relativement à l'utilité quén peuvent retirer la médecine, l'agriculture, le commerce et les arts. Strasbourg. Edition 2" (  Dict. Sci. Nat., ed. 2. [F. Cuvier] 37: 469) del 1825.

## Descrizione

Il portamento
Conyza varia

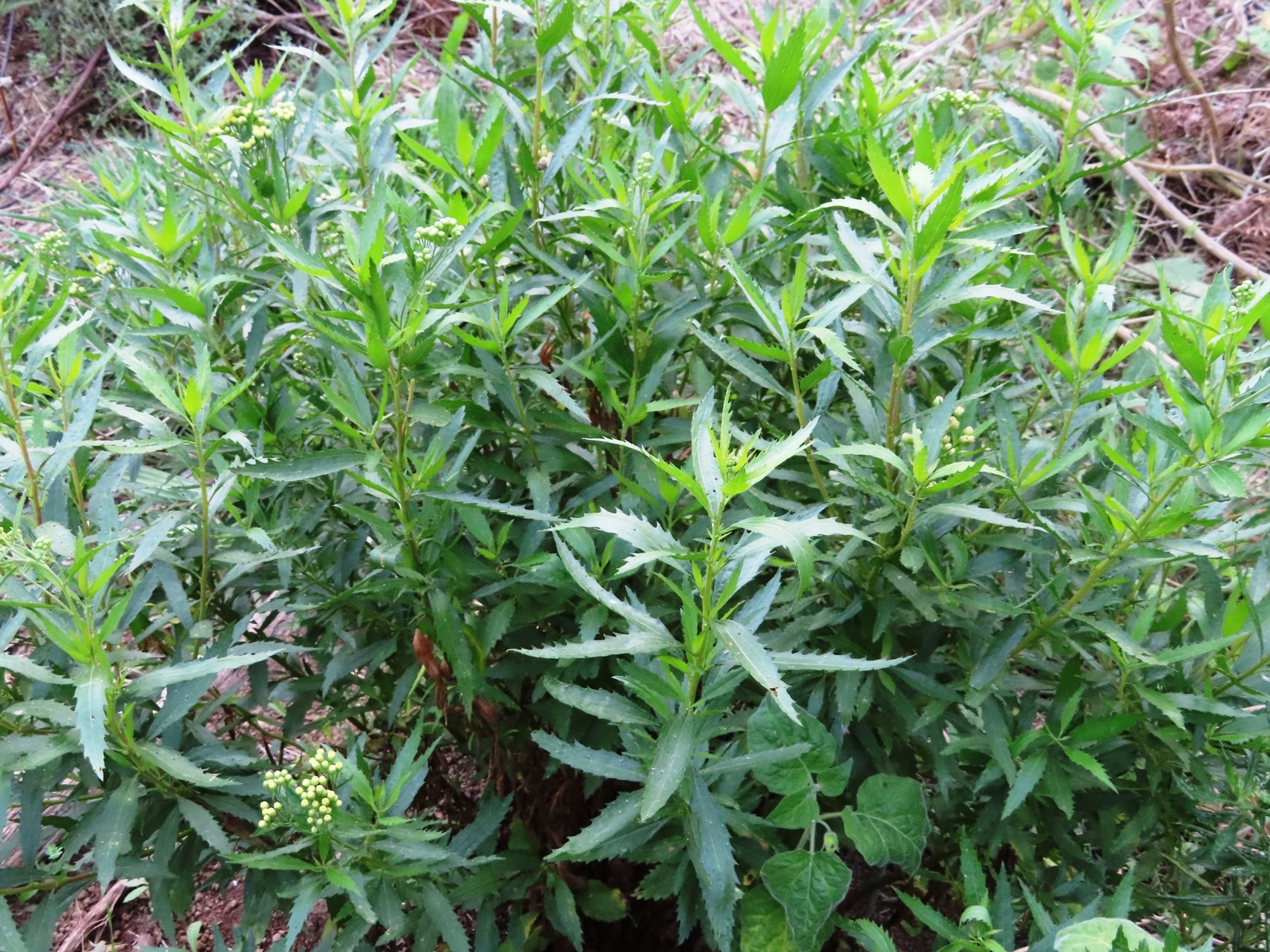
Le foglie
Nidorella ivifolia

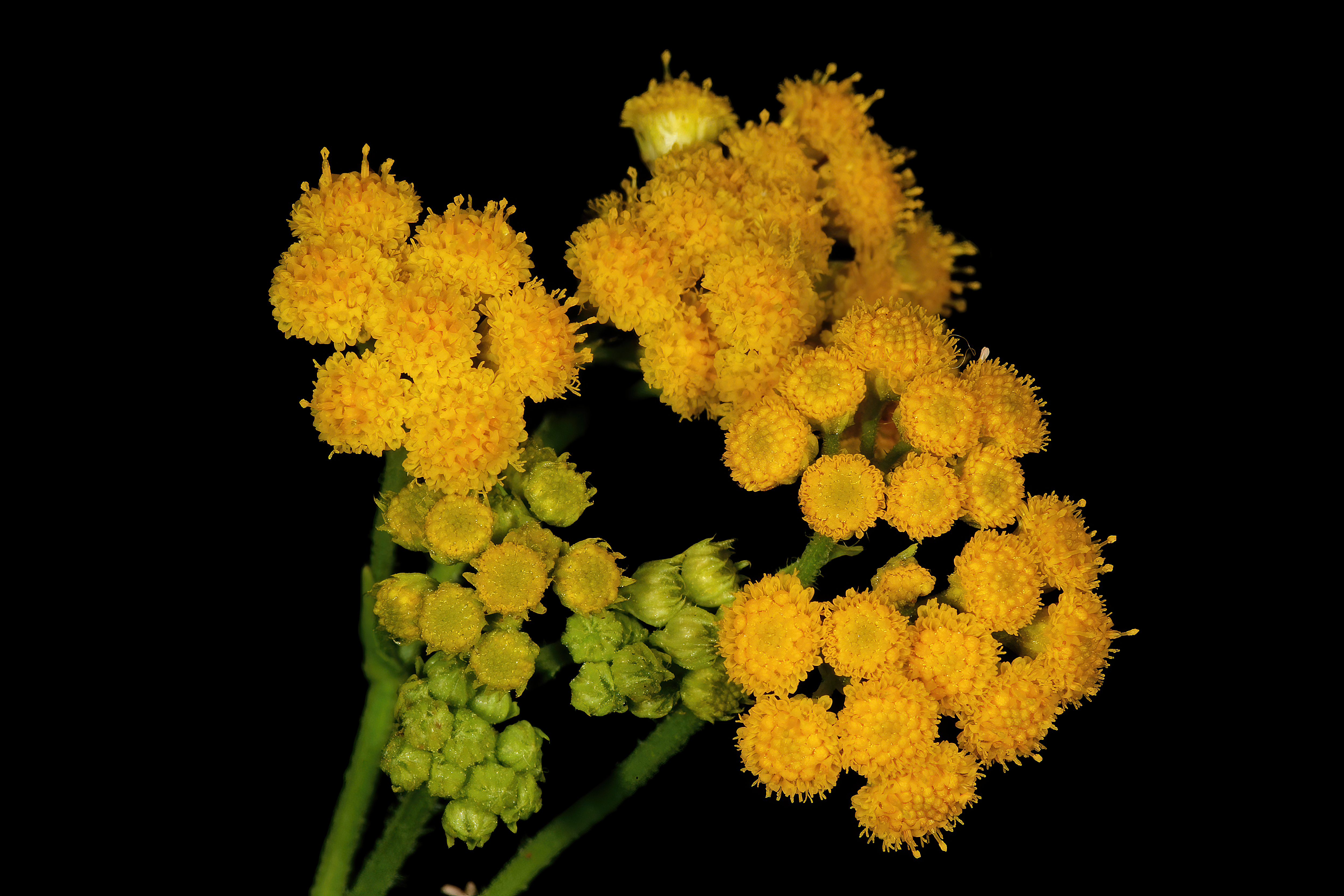
Infiorescenza
Nidorella resedifolia

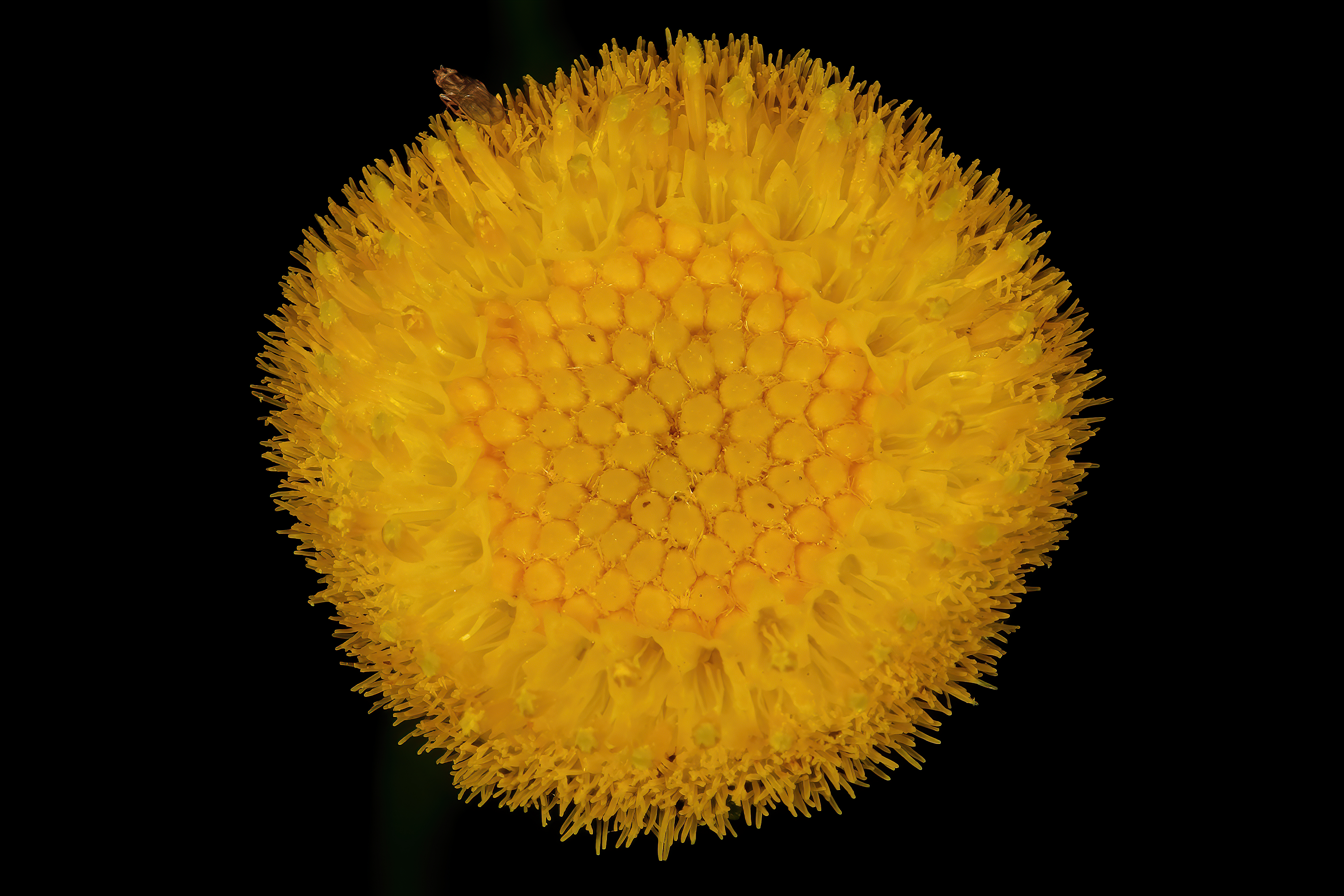
I fiori
Conyza podocephala

Portamento. Le specie di questo genere hanno un habitus di tipo erbaceo annuale o perenne con superfici glabre o irsute o lanose.
Fusto. La parte aerea è eretta, semplice o ramosa. 
Foglie. Le foglie, per lo più cauline, sono disposte in modo alternato e sono subpicciolate o subamplessicauli. La lamina con forme da obovate a lineari-spatolate sono da intere a pennatosette.
Infiorescenza. Le sinflorescenze sono composte da diversi capolini raccolti in formazioni globose. Le infiorescenze vere e proprie sono composte da un capolino terminale peduncolato di tipo radiato con fiori eterogami. I capolini sono formati da un involucro, con forme da emisferiche a campanulate, composto da diverse brattee, al cui interno un ricettacolo fa da base ai fiori di due tipi: fiori del raggio e fiori del disco. Le brattee, non carenate, con margini ialini e a consistenza erbacea, sono disposte in modo più o meno embricato su 1 - 3 serie. Il ricettacolo può essere sia nudo che con pagliette a protezione della base dei fiori; la forma varia da piana a convessa.
Fiori.  I fiori sono tetra-ciclici (formati cioè da 4 verticilli: calice – corolla – androceo – gineceo) e pentameri (calice e corolla formati da 5 elementi). Si distinguono in:
- fiori del raggio (esterni): sono femminili e sono disposti su 2 - 3 serie; la forma è ligulata (zigomorfa);
- fiori del disco (centrali): sono più numerosi con forme brevemente tubulose (attinomorfe); sono ermafroditi.

- Formula fiorale:

*/x K {\displaystyle \infty }, [C (5), A (5)], G 2 (infero), achenio
- Calice: i sepali del calice sono ridotti ad una coroncina di squame.

- Corolla: 
  - fiori del raggio: la forma della corolla alla base è tubulosa-imbutiforme, mentre all'apice le ligule sono brevi e terminano con 3 - 4 denti; il colore è giallo;
  - fiori del disco: la forma è tubulare terminante in 4 lobi eretto-patenti triangolari; il colore è giallo.

- Androceo: l'androceo è formato da 5 stami sorretti da filamenti generalmente liberi; gli stami sono connati e formano un manicotto circondante lo stilo; le teche (produttrici del polline) alla base sono troncate e sono lievemente auricolate (molto raramente sono speronate o hanno una coda); le appendici apicali delle antere hanno delle forme piatte e lanceolate; il tessuto endoteciale (rivestimento interno dell'antera) è quasi sempre polarizzato (con due superfici distinte: una verso l'esterno e una verso l'interno). Il polline è sferico con un diametro medio di circa 25 micron;  è tricolporato (con tre aperture sia di tipo a fessura che tipo isodiametrica o poro) ed è echinato (con punte sporgenti).[9][11]

- Gineceo: l'ovario è infero uniloculare formato da 2 carpelli.[5] Lo stilo (il recettore del polline) è profondamente bifido (con due stigmi divergenti) e con le linee stigmatiche marginali separate.[12] I due bracci dello stilo hanno una forma ampia e all'apice sono papillosi.

Frutti. I frutti sono degli acheni con pappo; in alcune specie è presente un certo dimorfismo (gli acheni dei fiori del raggio differiscono dagli acheni dei fiori del disco);
- achenio: gli acheni, con forme obovoidi o ellissoidi compresse e con due nervature laterali, possono essere sia ghiandolosi che semplicemente pubescenti; la parete dell'achenio è formata da celle contenenti rafidi ma prive di fitomelanina; il carpoforo normalmente è anulare; le setole talvolta hanno delle punte a forma di ancora;
- pappo: il pappo è persistente ed è composto con fino a 30 setole.

## Biologia
Impollinazione: l'impollinazione avviene tramite insetti (impollinazione entomogama tramite farfalle diurne e notturne).

Riproduzione: la fecondazione avviene fondamentalmente tramite l'impollinazione dei fiori (vedi sopra).

Dispersione: i semi (gli acheni) cadendo a terra sono successivamente dispersi soprattutto da insetti tipo formiche (disseminazione mirmecoria). In questo tipo di piante avviene anche un altro tipo di dispersione: zoocoria. Infatti gli uncini delle brattee dell'involucro (se presenti) si agganciano ai peli degli animali di passaggio disperdendo così anche su lunghe distanze i semi della pianta. Inoltre per merito del pappo il vento può trasportare i semi anche a distanza di alcuni chilometri (disseminazione anemocora).

## Distribuzione e habitat
Le specie di questo genere sono distribuite in Africa e in Asia meridionale.

## Sistematica
La famiglia di appartenenza di questa voce (Asteraceae o Compositae, nomen conservandum) probabilmente originaria del Sud America, è la più numerosa del mondo vegetale, comprende oltre 23.000 specie distribuite su 1.535 generi, oppure 22.750 specie e 1.530 generi secondo altre fonti (una delle checklist più aggiornata elenca fino a 1.679 generi). La famiglia attualmente (2021) è divisa in 16 sottofamiglie; la sottofamiglia Asteroideae è una di queste e rappresenta l'evoluzione più recente di tutta la famiglia.

### Filogenesi
La tribù Astereae (una delle 21 tribù della sottofamiglia Asteroideae) comprende circa 40 sottotribù. In base alle ultime ricerche nella tribù sono stati individuati (provvisoriamente) 5 principali lignaggi:
- Basal grade: include alcuni generi isolati, il gruppo "South American-Oceania",  alcune sottotribù africane e il gruppo dei generi legnosi del Madagascar.
- Bellis lineage: comprende le sottotribù eurasiatiche e una sottotribù africana.
- Aster lineage: include i generi asiatici di Asterinae e i principali gruppi dell'Australia e dell'Oceania.
- Baccharis lineage: include alcuni gruppi sudamericani.
- North American lineage: include la vasta gamma di sottotribù del Nordamerica, Messico e alcuni gruppi distribuiti nel Sudamerica.

Il genere  Nidorella  (insieme alla sottotribù Grangeinae) è incluso nel lignaggio "Bellis lineage" relativo agli areali dell'Africa, Madagascar e Asia sud-est. La sottotribù Grangeinae è divisa in tre gruppi: un gruppo eterogeneo, uno denominato "Psiadia group" e alcuni taxa Incertae sedis. Il genere di questa voce è incluso nel primo gruppo.
I caratteri distintivi del genere sono:
- i capolini sono eterogami e radiati;
- il pappo normalmente è formato da 12 - 50 lunghe setole;
- il ricettacolo è piano-convesso;

Il numero cromosomico delle specie di questo genere è: 2n = 18.

### Elenco delle specie
Questo genere ha 30 specie:
- Nidorella aegyptiaca (L.) J.C.Manning & Goldblatt
- Nidorella agria  Hilliard
- Nidorella anomala  Steetz
- Nidorella attenuata (DC.) J.C.Manning & Goldblatt
- Nidorella auriculata  DC.
- Nidorella bampsiana  Lisowski
- Nidorella burundiensis  Lisowski
- Nidorella chrysocoma  DC.
- Nidorella elliotii (S.Moore) Brenan
- Nidorella foetida (L.) DC.
- Nidorella hottentotica  DC.
- Nidorella ivifolia (L.) J.C.Manning & Goldblatt
- Nidorella linifolia  DC.
- Nidorella microcephala  Steetz
- Nidorella nobrei  A.Chev.
- Nidorella nordenstamii  Wild
- Nidorella obscura (DC.) J.C.Manning & Goldblatt
- Nidorella pedunculata  Oliv.
- Nidorella pinnata (L.f.) J.C.Manning & Goldblatt
- Nidorella pinnatifida (Thunb.) J.C.Manning & Goldblatt
- Nidorella podocephala (DC.) J.C.Manning & Goldblatt
- Nidorella resedifolia  DC.
- Nidorella spartioides (O.Hoffm.) Cronquist
- Nidorella tongensis  Hilliard
- Nidorella umbrosa  Wild
- Nidorella undulata (Thunb.) Sond.
- Nidorella varia (Webb) J.A.Schmidt
- Nidorella vernonioides  Sch.Bip. ex A.Rich.
- Nidorella welwitschii  S.Moore
- Nidorella zavattarii (Lanza) Cufod.

Nota: in base alle ultime ricerche molecolari di tipo filogenetico alcune specie di questo genere dovrebbero essere trasferite alla sottotribù Eschenbachiinae G.L.Nesom, 2020:
- Nidorella pinnata (L.f.) J.C.Manning & Goldblatt
- Nidorella attenuata (DC.) J.C.Manning & Goldblatt

### Sinonimi
Sono elencati alcuni sinonimi per questa entità:
- Orsina Bertol.
- Paniopsis Raf.
- Fimbrillaria Cass.
- Marsea Adans.
- Webbia Sch.Bip.